# Pesak
Pesak je naseljeno mjesto u Republici Hrvatskoj u Zagrebačkoj županiji.

## Zemljopis
Administrativno je u sastavu Jastrebarskog. Naselje se proteže na površini od 1,55 km².

## Stanovništvo
Prema popisu stanovništva iz 2001. godine Pesak ima 23 stanovnika koji žive u 11 kućanstava. Gustoća naseljenosti iznosi 14,84 st./km².
| broj stanovnika | 64    | 74    | 53    | 82    | 85    | 99    | 105   | 114   | 135   | 133   | 125   | 117   | 63    | 60    | 23    | 13    | 5     |
|                 | 1857. | 1869. | 1880. | 1890. | 1900. | 1910. | 1921. | 1931. | 1948. | 1953. | 1961. | 1971. | 1981. | 1991. | 2001. | 2011. | 2021. |